# Zebrias synapturoides
Zebrias synapturoides là một loài cá bơn trong họ Soleidae.